# Kara (auteur)
Pour les articles homonymes, voir Kara.
 (octobre 2018).
Kara est un scénariste, dessinateur et coloriste français de bande dessinée, né le 3 décembre 1972. Il est également chroniqueur de mangas pour Animeland et le site Bodoï.

## Publications
- Gabrielle, Pointe Noire, 2001[1]. Réédité dans la collection Soleil levant de Soleil Productions en 2003
- Le Miroir des Alices, Soleil Productions :

1. L'ennemi qui est en moi, juillet 2003.
2. Jusqu'au bout de mon rêve..., mars 2006.

- Le Bleu du Ciel, Soleil Productions :

1. Dame Lucifer, juillet 2007.
2. Les Ombres de JérusalemAvril 2009.
3. Les Oubliés de l'EdenFévrier 2011.

- Réalités, dessin de Masa, Soleil Productions, janvier 2008.
- La Guerrière innocente, Soleil production :

1. Ma meilleure ennemie, 2012.
2. Le Palais de L'Oubli, 2014.